# Mátyás Rákosi
Mátyás Rákosi (9. marts 1892 i Ada, dav. Østrig-Ungarn – 5. februar 1971 i Gorky, Sovjetunionen) var en ungarsk kommunistisk politiker, der var de facto leder af Ungarn fra 1945 til 1956, først i sin egenskab af generalsekretær for Ungarns Kommunistiske Parti 1945-1948 og senere som generalsekretær for Ungarns Arbejderparti 1948-1956. Hans styre var et stalinistisk diktatur, der var kendetegnet ved en personkult omkring Rákosi selv, blodig terror mod den ungarske befolkning, voldsom undertrykkelse af oppositionen og en uforbeholden loyalitet over for Sovjetunionen.
Rákosi, der blev født Mátyás Rosenfeld, var ud af en jødisk middelklassefamilie og blev uddannet i klassisk filologi og handel. Han arbejdede efter endt uddannelse på kontor i Hamburg og i en bank i London. 
Han blev politisk vakt i 1910 og blev medlem af Ungarns Socialdemokratiske Parti, men efter at have gjort tjeneste som frivillig under 1. verdenskrig, blev han taget som krigsfange af russerne. Efter hjemkomsten til Ungarn i 1918 stiftede han sammen med bl.a. Bela Kun det ungarske kommunistparti. Under den såkaldte rådsrepublik fra marts til juni 1919 besad han forskellige mindre poster i regeringen, og ved republikkens sammenbrud og Miklós Horthys magtovertagelse flygtede han til Østrig, hvorfra han senere blev forvist og derpå rejste til Sovjetunionen, hvor han blev sekretær i Komintern. Idet han beherskede ti sprog, hjalp han bl.a. med etableringen af Moskva-tro kommunistpartier i Tjekkoslovakiet, Østrig og Italien.
Tilbage i Ungarn i 1924 organiserede han kommunistpartiet, der siden 1919 havde været forbudt. Men allerede i 1925 blev han imidlertid anholdt for sin politiske virksomhed, og efter at have siddet fængslet nogle år blev han atter fængslet i 1935 og idømt livsvarigt fængsel. Fængslingen såvel som dommen gav ham martyrstatus og berømmelse i venstreorienterede kredse. Efter Molotov-Ribbentrop-pagten blev han i 1940 løsladt på Sovjets anmodning og derpå landsforvist til Sovjetunionen. Han fik sovjetisk statsborgerskab og blev tilhænger af Stalin. 
I 1944 vendte han sammen med de sovjetiske tropper tilbage til Ungarn. Stalin tillod, at der i landet blev afholdt valg 4. november 1945 – det eneste frie valg i perioden fra 2. verdenskrig til 1990. Kommunistpartiet fik blot 17% af stemmerne og tre ministerposter. Rákosi blev vicepremierminister under Ferenc Nagy fra agrarpartiet. Det betød dog ikke, at han opgav ævred. Ved hjælp af det, der senere er blevet døbt salamimetoden, lykkedes det ham i løbet af 1946 og 1947 at eliminere sine hovedsageligt borgerlige modstandere gennem intriger, miskreditering, udrensning og ikke mindst anklager om spionage. Efter kort tid samlede magten sig om Rákosi. Gennem sikkerhedspolitiet ÁVÓ, der var dannet med NKVD som forbillede, fik Rákosi uindskrænket magt, idet ikke-kommunister og kommunister, der udtrykte utilfredshed med eller blev opfattet som en trussel mod Rákosi, blev uskadeliggjort. Hans politiske linje var stærkt stalinistisk og indebar bl.a. en udrensning af jøder og titoister efter bruddet mellem Jugoslavien og Sovjetunionen i 1948. 
Rákosi var 1955-1956 ministerpræsident, efter at Imre Nagy var fjernet fra posten. Rákosi blev tvunget til at trække sig tilbage i 1956 som følge af opstanden i Ungarn og modvilje mod at følge Khrusjtjovs forsoningspolitik. Han boede i sine sidste år i Sovjetunionen og var persona non grata i Ungarn.